# EditDroid
El EditDroid es un sistema informático de edición no lineal (NLE) desarrollado por la empresa derivada de Lucasfilm, Droid Works y Convergence Corporation, que formaron una empresa conjunta.

## Historia
La compañía existió desde mediados de los años 1980 hasta principios de la década de 1990, en un intento de pasar de los métodos de edición analógicos a los digitales. El EditDroid debutó en la 62.ª reunión anual de la National Association of Broadcasters (NAB) en Las Vegas en 1984 junto con otra herramienta de edición que competiría con el EditDroid durante todos sus años de producción, el Montage Picture Processor.
Esta herramienta nunca fue un éxito comercial y, tras el cierre de The Droid Works en 1987 y el posterior desarrollo del producto durante siete años, el software se vendió finalmente a Avid Technology en 1993. Sólo se produjeron 24 sistemas EditDroid. En su libro Las galaxias de George Lucas, David Muñoz aseguró que se trata del primer editor de video en incluir una línea de tiempo en la cual introducir las distintas tomas y pistas de sonido, y que dichas pistas eran una configuración en pantalla que se podían manipular al antojo del editor.